# Trilogie (Jon Fosse)
Die Trilogie. Schlaflos. Olavs Träume. Abendmattigkeit von Jon Fosse ist 2014 im norwegischen Original und 2016 in deutscher Übersetzung erschienen. Für diesen Band erhielt der Autor 2015 den Literaturpreis des nordischen Rates. Die Trilogie erzählt in drei verbundenen Erzählungen vom Leben und Sterben der beiden jugendlichen Hauptpersonen Alida und Asle, die vergeblich nach einer Bleibe und einem Weg suchen, trotz extremer Armut als Paar mit einem Kind zu überleben. Die Handlung entwickelt sich ikonographisch zwischen einer Weihnachts- und einer Bonny-and-Clyde-Geschichte: Die Opfer der Umstände werden schon bald zu Tätern, die durch Vorherbestimmung, eine feindliche Gesellschaft und eigene Entscheidungen scheitern.
Es sei eine „finstere Liebesgeschichte“ mit fast „biblischen Themen“ meinen Tobias Wenzel und Christina Brunnenkamp. Für Tobias Wenzel klingt die Geschichte „wie ein ins Unendliche gezogenes Vaterunser.“ Oliver Pfohlmann assoziiert eine Weihnachtsgeschichte mit krimineller Grenzüberschreitung. Jon Fosse selbst erklärte dazu, er habe beim Schreiben nicht an die Bibel gedacht und halte nichts von literarischen Anspielungen und „Intertextualitätszeug“: „Es ist doch nur die Geschichte eines jungen Paares, das eine Bleibe sucht.“
Nach einer Bemerkung auf den letzten Seiten könnte die Trilogie ein Ausschnitt aus der Familiengeschichte Jon Fosses sein, der das Leben seiner Urgroßeltern mütterlicherseits um die Mitte des 19. Jahrhunderts im Westen Norwegens auf der Basis von Familienerzählungen literarisch bearbeitet.

## Übersicht
In Schlaflos, dem ersten Teil, bekommen Alida und Asle, ein unverheiratetes jugendliches Paar im Alter von 17 Jahren, ein Kind in größter Armut. Sie sind völlig isoliert, haben weder Freunde noch Kontakte zu Nachbarn. Alida ist schwanger und erwartet die baldige Niederkunft; Asle scheint, außer gelegentlichen Auftritten als Spielmann bei Festen keine anderen Arbeiten zu haben oder zu suchen.
Nach dem Tod von Asles Mutter leben sie im norwegischen Dorf Dylgja für ein paar Monate im Bootshaus eines Fischers, der zusammen mit Asles Vater Sigvald in einem Sturm umgekommen ist. Als der Sohn des Fischers sie aus dem Haus jagt, ziehen sie für kurze Zeit zu Alidas Schwester Oline und ihrer Mutter Herdis, die ihre ungeliebte Tochter schon immer mit Vorwürfen überhäuft hat. Sie stehlen ihr Vorräte und Geld, es kommt zu einer körperlichen Auseinandersetzung zwischen ihr und Asle und das junge Paar besteigt in der Nacht das kleine offene Segelboot, das Asle dem neuen Besitzer des Bootshauses mit Gewalt abgenommen hat. Außer ihren zwei Bündeln führen sie nur noch die Fiedel aus Asles Familie als wertvollsten Besitz mit sich.
Mit gutem Wind erreichen sie am Nachmittag Bjørgvin, das dem norwegischen Bergen nachempfunden sein könnte, und suchen bis zum Abend bei Nässe und Kälte eine Unterkunft für die hochschwangere Alida. Aber sie werden mindestens zwanzig Mal als Fremde oder wegen Alidas dunklem Teint oder wegen ihrer baldigen Niederkunft abgewiesen. Als eine alte Frau gerade vor ihnen ihr Häuschen aufschließt, folgen sie ihr ungebeten, lassen sich nicht hinausweisen und Asle verhindert stärkeren Protest, indem er ihr den Mund zuhält. An diesem Abend wird Alida mit Hilfe einer anderen Hebamme – die erwürgte Hausbesitzerin war ironischerweise auch eine – von ihrem Sohn Sigvald entbunden.
In Olavs Träume, dem zweiten Teil der Trilogie, beschließt Asle, der sich und Alida zur Tarnung nun mit den neuen Namen Olav und Åsta nennt, nach dem Verkauf seiner Fiedel zur Täuschung Eheringe in Bjørgvin zu kaufen, gerät aber ins Wirtshaus, wo ihm ein Gast ein gerade erworbenes Armband mit Gold und blauen Perlen zeigt. Asle/Olav vergisst den Ringkauf, gibt seine letzten Geldscheine für ein gleiches Armband, wird auf dem Rückweg am Abend für ein Schäferstündchen von einem Mädchen angesprochen, das sich als prostituierende Nichte der von ihm ermordeten alten Frau herausstellt. Er folgt ihr ins Haus, das einem alten Mann gehört, der ihn auf dem Hinweg als Asle erkannt hat. Da er dem Alten auch nach mehrfachem Drängen und Drohen im Wirtshaus kein Bier ausgegeben hat, schickt der nun seine Frau zur Wache, um Asle als mutmaßlich mehrfachen Mörder festnehmen zu lassen: Wie das Schicksal es will, ist der Alte der „Rote Meister“ von Bjørgvin, der Henker, der ihm die schwarze Kapuze über den Kopf zieht, die Schlinge umlegt und ihn hinrichtet.
In Abendmattigkeit, dem dritten Teil der Trilogie, wird die Familiengeschichte mit einem großen Zeitsprung von annähernd hundert Jahren fortgesetzt: Dieser Teil beginnt mit der Erinnerung einer später geborenen und inzwischen hochbetagten Tochter von Alida, die nach Asles Hinrichtung mit ihrem zweiten Ehemann, dem Fischer Åsleik, Alise bekommen hatte. Alise erinnert sich an die Gerüchte über den Vater ihres Halbbruders Sigvald, der als Mörder hingerichtet worden sei, und an Gerüchte über ihre Mutter, die sich das Leben genommen haben soll. Als Alisa in einer Vision ihre Mutter Alida erscheint, beginnt diese von ihrem weiteren Leben zu erzählen: Am Verhungern habe Åsleik sie in Bjørgvin gefunden, wo sie (den inzwischen hingerichteten) Asle vergeblich gesucht habe, an dem sich das von ihr vorausgesehene Schicksal erfüllt hatte. Auf der Landungsbrücke findet sie das goldene Armband mit den blauen Perlen, das Asle von der Prostituierten kurz vor seiner Festnahme gestohlen worden war – für sie ein Geschenk von Asle.
Alida bespricht weiterhin alle wichtigen Entscheidungen im Gedanken mit Asle, auch, dass sie Åsleik auf seine Schäre folgen und als Dienstmagd arbeiten soll, wo sie seine Frau wird und mit ihm noch fünf Kinder bekommt. So ist es von Beginn an eine Ehe zu dritt, da Alida nie akzeptiert, dass Asle „endgültig fort“, also hingerichtet worden sein könnte. Asles Sohn Sigvald wird von seinem Stiefvater so geliebt, dass der eines Tages aus Bjørgvin mit einer Fiedel für ihn zurückkommt, die er einem Spielmann abgekauft habe, „der Geld für was anderes dringender brauchte als eine Fiedel“ – und Alida „sieht, dass dem Drachen die Nase fehlt“, es also Asles Fiedel ist, die jetzt seinen Sohn erreicht, wie Alida auch Asles Armband über einen Umweg zurückbekommen hat.
Auf der letzten Seite der Trilogie folgt die altersnärrische Alise ihrer Vision von Alida, ihrer alt gewordenen Mutter, ins Wasser, die sich auf diesem Weg endgültig mit Asle vereinigt: „und alles ist nur noch Asle und Alida und dann schlagen die Wellen über Alida zusammen“.

## Liebe
Die Beziehung zwischen Alida und Asle steht im Mittelpunkt der drei Erzählungen, die die ersten Begegnungen, die Überlebensprobleme des jungen Paares sowie ihren zeitversetzten Tod beschreiben. Erlebnisse tiefer Gemeinsamkeit entstehen in ihren Träumen und in der Musik, die das Gefühl eines sphärischen Glücks auslöst, eines „Schwebens“ oberhalb oder außerhalb der sie umgebenden Welt. Alida erlebt das Schweben zum ersten Mal beim Fiedelspiel Asles, in welchem die Musik zunächst eine „stampfende Traurigkeit“ hervorzwingt, ein Bild der Auflehnung gegen die Härte des Lebens, die sich in ein Schweben aller Tanzenden und vor allem in eines von Alida und Asle verwandelt: „jetzt schweben sie zusammen, sie und er, Alida und Asle.“ Ergänzt um die Einbeziehung des umgebenden Meeres wird dieses Schweben zu einer Allegorie der angstbefreiten, gemeinsamen Identität in einer harmonischen anderen Welt: „und dann schwebt es über den blau glänzenden Fjord dahin […] und sie und er und das Boot sind nichts mehr als eine einsame Bewegung an dem leuchtenden Himmel“, ein zeitenthobenes Sternbild der Liebe. Für Alexander Schüller „dreht sich bei Fosse alles um Transzendenz“, für Oliver Pfohlmann geht es „um Chiffren einer auch für Atheisten anschlussfähigen Transzendenz“.
Im Alltag des Paares ist Asle der aktive, auf praktische Notwendigkeiten und Verfolgung reagierende Part, sodass Alidas Persönlichkeit kaum hervortritt. Sogar nach Asles Hinrichtung klärt sie ihre Lebensentscheidungen immer wieder zuerst in Zwiesprache mit ihrer Vision von Asle. Diese Unselbständigkeit zeichnet ein sehr traditionelles Konzept von Weiblichkeit, das aber vermutlich der Zeit, dem Ort und den damals geltenden Rollenbildern entspricht.

## Titel
Die Trilogie, mit ihren drei thematischen Titeln und mit ihrer sich entfaltenden Logik des Handelns und Überlebens, besteht aus separat entstandenen Erzählungen, deren Einzeltitel auf Bedrängnis und Gefahr, auf den Übergang vom Wachsein zum Traum, vom Leben zum Tod hinweisen. Eine ausweglose Erschöpfung ist das Gemeinsame des Gesamttitels, dessen Teile bei geringfügig größerem Umfang des mittleren ein ungefähr gleiches Gewicht haben.
Trilogien sind i. A. mit Bezug aufeinander geplant und geschaffen worden, was in diesem Fall wegen der frühen Veröffentlichung der ersten Erzählung sechs Jahre vor dem Erscheinen der Trilogie Fragen aufwirft. Immerhin sind die Hauptfiguren – trotz der Namensänderungen im zweiten Teil – identisch und das Ende der Trilogie, das Zurücklassen elternloser Kinder zu einem harten Leben, klingt schon am Beginn der ersten Erzählung mit dem Schicksal der Hauptfiguren an und schlägt so einen Bogen über alle drei Teile.

## Komposition
Die Sinnstiftung erfolgt sowohl durch die erzählte Geschichte, das Was des Erzählens, als auch durch die kompositorische und sprachliche Form. Die Erzählstimme kennt die äußere und innere Welt der Hauptpersonen und tritt nie aus ihrer Rolle der auktorialen Allwissenheit hinaus. Auffällig sind die vielen Wiederholungen: „Alida macht die Brotdose auf und dann macht sie die Brotdose auf“, später auch mit Variationen über einen längeren Abschnitt hinweg und mit Verschränkung von Wiederholungen auf wenigem Raum. Die Morde Asles werden beispielsweise im ersten Teil angedeutet und mit dem zweiten und dritten Teil insgesamt dreimal erzählt. Durch die Wiederholungen der Umstände, der Handlungen und der Erinnerungen an Handlungen verdeutlicht der Erzähler als eine Stimme des Schicksals die Ausweglosigkeit dieser Lebensbahnen. Diese in Rezensionen auch als „Rhythmus“ bezeichneten Wiederholungen bilden die in der Musik-Metapher anklingende, der Welt unterlegte Struktur, die den Einzelphänomenen ihren Ort und ihre magische Bedeutung zumisst: „Vieles wird wiederholt und dadurch umso eindringlicher.“
Da die Erzählung den linearen Handlungsverlauf durch eine Vielzahl von Einschaltungen ergänzt, entsteht eine zeitdehnende und nicht-realistische Darstellung. In Olavs Träume, dem zweiten Teil der Trilogie, wird die Erzählung noch deutlicher als im ersten durch Wiederholungen, kleinschrittige Dialoge und unterbrechende traumhafte Rückblenden gedehnt: Der bis auf die Begegnung mit dem ihn erkennenden Alten nicht detailliert beschriebene Weg Asles zum Wirtshaus in Bjørgvin macht schon fast die Hälfte dieser zweiten Erzählung aus, wie auch in der dritten Erzählung die Rückfahrt Alidas mit Åsleik von Bjørgvin nach Dylgja bzw. Vik wegen Alidas Traumgesichten schon fast die Hälfte umfasst.
Die Genealogie spielt ebenfalls auf das Schicksal an, in dem Töchter und Söhne nach ihren Großeltern benannt werden und die Vorherbestimmung sich den nachfolgenden Generationen unausweichlich aufprägt: Asles Urgroßvater, Großvater und Vater waren beispielsweise Spielmänner und so sollte auch Asle einer werden: „die [missliche] Bestimmung lag wohl in der Familie […] das Schicksal als Spielmann kam und blieb ungefragt“. Indem Asle später seine Fiedel aus finanzieller Not, aber auch aus Protest gegen diese Vorherbestimmung verkauft, gibt er seinem Schicksal nur eine andere Richtung.
Das Ineinander der Erzählzeiten von Präsenz und Imperfekt, von Redeweisen der direkten, indirekten und erlebten Rede und Gedankenströmen sowie der stete Wechsel von Berichten und Träumen weist auf einen nicht-realistischen, eher mystischen Zusammenhang. Fosse habe nach Tobias Wenzel „Wirklichkeit und Traum und Leben und Sterben zu einem großen Bewusstseinsstrom verwoben“ und für Alexander Schüller machen die Figuren nicht nur durch die Musik mystische Erfahrungen eines „Zusammenhangs von allem mit allem“. Erklärende Rückblenden zu Ereignissen, Handlungsfolgen oder Entscheidungen der Figuren werden überwiegend in den häufigen Traumsequenzen und damit als Fiktion in der Fiktion dargestellt. Das Geschehen wird so durch die Besonderheiten der Komposition und Sprachverwendung aus der ablaufenden Zeit, aus der Realität hinaus in eine ferne, mythische Zeitlosigkeit versetzt: „Über allem schwebt etwas Entrücktes und Mysteriöses.“

## Sprache
In ihrer Lakonik ist die Sprache dem Milieu der Fischer und ihrem Existenzkampf an der norwegischen Westküste angepasst: Die Sätze der Dialoge sind mehr als knapp, die Aussagen werden mit leichter Variation wiederholt: „[…] sein einziger Gedanke war Alida. […] Er hatte Alida. Jetzt war Alida das Einzige, was noch geblieben war. Das Einzige, was er dachte.“ Die Andeutungen vergrößern den Raum möglicher Bedeutungen im Nichtgesagten:
Ein Boot finden, sagte Alida
Ja, sagte Asle
Was für ein Boot, sagte Alida
Am Bootshaus liegt eins vertäut, sagte Asle
Aber das Boot, sagte Alida
[…]
Wir haben kein Boot, sagt sie
Ich habe ein Boot beschafft, sagt Asle
– nachdem Alida bemerkt, wie nass und müde Asle ist und dass in seinem Gesicht „etwas wie Schmerz“ und ein Verlorensein, eine Verstörung zu erkennen war. Die Ärmsten der Armen haben sich jetzt ein Boot, beschafft, offenbar gegen den Widerstand des bisherigen Besitzers.
Wie an diesem Beispiel zu sehen, ist auch die Interpunktion der Intention dieser Erzählung untergeordnet: „Die Sprache inszeniert, wovon sie erzählt: Transzendenz und Erhebung, den Zusammenhang von allem mit allem.“ Sowohl die Anführungszeichen fehlen als auch die Satzendepunkte, die nach den ersten fünf Seiten nicht mehr verwendet werden. Alle formalen Signale der Abgrenzung, der Bestimmtheit oder Unterscheidung von Standpunkten der Figuren werden unterdrückt, sodass die Form der Darstellung in einen großen Zusammenhang einmündet, der, im Vorgriff auf den Ausgang der Ereignisse, die distinkte Welt wie ein Mahlstrom verschlingt und alles ins Schweben bringt: „nur noch das Schweben ist da, keine Freude, keine Traurigkeit, nur noch das Schweben ist da“. So werden die fehlenden Punkte am Ende der Sätze die Wegzeichen der vom Schicksal gelenkten Welt, die die Verantwortung der Figuren für ihre Entscheidungen auslöscht: „sie weiß, alles ist vorbestimmt und so muss es sein“. Daher kann Alida mit einer an Gleichgültigkeit gemahnenden Gelassenheit auf die Morde am Bootshausbesitzer und an der alten weisen Frau reagieren, die sie registriert und ihr immerhin zeitweilig bewusst sind – vom möglicherweise gewaltsamen Tod ihrer Mutter erfährt sie erst später.

## Todsein, Fortsein
Das junge Paar ist zwar ein Opfer der Verhältnisse, aber reagiert auf die Verweigerung von Bleibe und Herberge mit extremer Gewalt. Schon als der Fischersohn von ihnen den Raum im Bootshaus beansprucht, sagt Asle hinterher zu Alida: „Ich hätte ihn totschlagen sollen“. Er tötet ihn wenig später tatsächlich wegen seines Bootes, wie er auch Herdis, Alidas Mutter in Dylgja angreift und vermutlich tötet und die Hausbesitzerin in Bjørgvin umbringt. Dass in diesen Situationen körperliche Gewalt von Asle ausgeht, ist Alida bewusst und wird von ihr akzeptiert: „an das mit dem Boot, also daran wollte sie ja gar nicht denken, das sollte ihr alles gleich sein“, und nach dem Mord an der Hauseigentümerin und der kurz darauf folgenden Geburt heißt es: „Jetzt sind nur noch wir da, sagt Alida / Du und ich, sagt Asle / Und der kleine Sigvald, sagt Alida“. Als sie nach einiger Zeit auf Drängen von Asle das Haus der Ermordeten verlassen, blickt Alida glücklich zurück: „Ich bin so gern hier gewesen“ – kein Wort über die frühere Eigentümerin. Die Opfer der Opfer werden in der Wahrnehmung der Täter – wenn überhaupt – als einfach nicht mehr anwesend, aber nie als „tot“ angesprochen: Asle verdrängt vielleicht andere, aber ermordet sie nicht, daher kann sich Alida auch nicht vorstellen, warum man sie verfolgen sollte.
Oliver Pfohlmann bemerkt in der Trilogie ein raffiniertes Spiel „von lebendig und tot bis hin zu einer Art Geistergeschichte in der Schlusserzählung.“ So sind die Väter von Alida und Asle, Aslak und Sigvald, von See nicht zurückgekommen, sind beide Opfer der Stürme, aber niemals tot, nur „für immer fort“, „einfach weggeblieben“ und auch Asles Tod ist in Alidas Vorahnung nur ein Weggehen ohne Wiederkommen. Die Auflösung der Familien schon zu Lebzeiten ist das Schicksal: beispielsweise das „Spielmannsgeschick ist Missgeschick“, bedeutet „immer fortziehen […] von seinen Lieben und von sich selbst“ und im Tod überschreitet man nur noch die Grenze, an der entlang man sich in seinem Leben abmüht, um dann letztlich „für immer wegzubleiben“. Auch Alida und Asle, die in den Straßen von Bjørgvin „umhergehen“, wie der Erzähler mehrfach formuliert, bewegen sich nur vorübergehend auf der Seite der Anwesenheit alles Lebendigen. Alida und Asle seien „durch Bjørgvin taumelnde(n) Protagonisten“, wie Oliver Pfohlmann die tiefere Bedeutung der Bewegungen auf der Oberfläche erfasst.
Von dieser anderen Seite, die dem Erzähler nicht als die des Todes gilt, tritt plötzlich jene alte Frau vor sie hin, in deren Haus sie mit ihr eindringen. In der Plötzlichkeit ihrer Erscheinung und der siebenfach wiederholten Überraschung betont der Erzähler das Besondere, die Nähe der beiden Seiten des Lebens als Struktur der imaginierten Welt: Das Leben in diesem Narrativ existiert in Dasein und Fortsein nah beieinander. Die Erfahrung der Transzendenz werde Fosses Figuren auch dadurch zuteil, dass sie die Grenze des Todes nicht akzeptieren und ihre mystische Erfahrung „das Lebendige ebenso wie das Tote“ umgreife, meint Alexander Schüller. Die Figur des magischen Erscheinens und Verschwindens verwendet der Erzähler auch bei dem Alten, der Asle auf seinem Weg zum Ringkauf erkennt und ihn der Polizei überliefert,: „und da sieht er einen Mann vor sich […] jetzt war auf einmal er hier, der Mann[…] aber wo ist er nur jetzt geblieben, er kann sich doch nicht in Luft auflösen […] und jetzt ist er wieder da“. Dass es um Vorherbestimmung geht, spürt Asle immerhin, als er sich wundert, was ihn von seinem Vorhaben abgelenkt und ins Wirtshaus gebracht haben könnte: „was um alles in der Welt tut er im Wirtshaus“. Alida hat ihm gegenüber einen besseren sechsten Sinn für das hier waltende Schicksal: In einem Traum hört sie ihren Vater Aslak singen, hört ihr eigenes Leben und ihre eigene Zukunft, sie sieht mehr voraus als Asle; in einer anderen, von Asle erinnerten Vision, weiß sie, dass Asle in Bjørgvin von einem blonden Mädchen angesprochen und verhaftet werden und sterben wird.

## Gerechtigkeit
Der Grundton der drei Erzählungen wird schon im ersten Teil von Asles Vater mit der „Traurigkeit“ ausgesprochen: Das Leben ist vor allemVerhängnis. So hat Asle keine Skrupel, Menschen zu töten, zeigt aber mit seinem Drängen zu einem Wechsel der Adresse und mit der Namensänderung sein Realitätsbewusstsein, da er mit der Verfolgung rechnet. Der parasitäre Charakter ihrer Lebensweise ist Alida und Asle zeitweilig mehr oder weniger bewusst, obwohl Alida nie versteht, warum irgendjemand ihnen nachstellen sollte. Aber in Rechtfertigung der Selbstjustiz heißt es einverständig in dem einzigen Moral reflektierenden Dialog der beiden in mehrere Morde verwickelten Hauptpersonen:
Ich hatte Glück, dass ich den [Pökelschinken] gefunden habe, sagt er
Na ja gefunden, sagt sie
Die hatten genug auf dem Hof da, sagt er
Aber man darf Nachbarn nicht bestehlen, sagt sie
Wenn man muss, dann muss man, sagt er
Vielleicht ist das so, sagt sie
In dieser Engführung durch die schicksalhafte Vorherbestimmung der narrative Welt und in der daraus folgenden Komposition gibt es für moralische Fragen wie die der Gerechtigkeit und der individuellen Verantwortung keinen Raum für Reflexion. Die beiden einander so naheliegenden Seiten von Dasein und Fortsein, der große magische Zusammenhang des Lebens, schließt die Frage nach individueller Verantwortung zwangsläufig aus: „Die Schuld, die vor allem Asle auf sich lädt, scheint zwischen den jungen Liebenden aber nicht existent zu sein“. Asle wird sich zwar vor der Gesellschaft, nicht aber vor einer höheren Ordnung verantworten müssen: Die in der Erzählung als ohne Gerichtsverfahren und als „Vergeltung“ dargestellte vorchristliche Gerechtigkeit der Gesellschaft, das „Auge um Auge, Zahn um Zahn“, erscheint moralisch daher nicht als höhere, sondern nur als eine andere als die von Asle sich zugemessene Gerechtigkeit.
Das in der Trilogie von der Gesellschaft gezeichnete negative Bild greift in die moralische Bewertung des Handelns ein, indem es die Asle von Anfang an naheliegende Gewalt als eine nicht völlig entschuldbare, aber doch unentrinnbare Verhaltenswahl einrahmt: „Die gesellschaftliche Verstoßung führt zu schuldhaftem Verhalten, da sie ihrerseits eine – komplementäre und obendrein gesteigerte – Repression bewirkt.“ Mit diesem Verweis auf einen „Kreislauf gegenseitiger Abstoßungsreaktionen“, auf den „komplementären“ und „gegenseitigen“  Gewaltkreislauf artikuliert Alexander Schüller die in der Darstellung angelegte Schuldverteilung auf beide Seiten. Das Verhalten der Gesellschaft verkleinert Asles Schuld: Für Oliver Pfohlmann entlarvt sich „eine mitleidlose, scheinheilige Gesellschaft“ durch ihre unmoralischen Angebote selbst. Dabei hätte auch Asle andere Möglichkeiten gehabt: Einmal wird von der Schwester der von Asle ermordeten Hebamme ihrer sich prostituierenden Tochter in einer kurzen, ohne Wiederholungen und damit ohne Akzent dargestellten Szene, aufgezählt, welche Arbeitsmöglichkeiten auch Arme in der Gesellschaft hätten, ein zweites Mal wird im letzten Teil von Alisa, der Tochter Alidas, erwähnt, dass ihr Vater sich seinen Wohlstand durch Fleiß erarbeitet habe.
Noch in den letzten Stunden seines Lebens vor der Hinrichtung lehnt Asle Verantwortung für sein Handeln ab: „warum ist er jetzt hier, warum muss er hier sein, warum ist er hier im Loch und die Tür ist abgesperrt“. Ähnlich überzeugt von der Unschuld Asles ist im Rückblick auch Alise, eine späte Tochter Alidas, die über ihre Mutter sagt: „nie hätte die es mit so einem Mörder ausgehalten […] aber ein Mörder kann er nicht gewesen sein, schließlich war er der Vater ihres Bruders, ihres Halbbruders Sigvald“. In diesem Kontext bekommt auch die Zusammenfassung von Asles Vater, Spielmannsgeschick sei „immer fortziehen […] von seinen Lieben und von sich selbst“, die Bedeutung einer zweiten, zweifelhaften Ausrede. Was dann Alise über einen Familienzusammenhang Asles mit dem Autor Jon Fosse andeutet, könnte die alles in allem relativ positive Darstellung der Asle-Figur erklären.

## Familienchronik
Gegen Ende des Romans rückt eine kurze Bemerkung den Text in einen völlig neuen, mildernden Kontext: Alise, die Halbschwester von Sigvald, Alidas und Asles Sohn, erinnert sich, dass Sigvald eine Tochter bekam und diese einen Sohn „und der heißt wohl Jon und soll ebenfalls ein Spielmann sein und dann soll außerdem ein Buch mit Gedichten von ihm erschienen sein.“
Da der Autor Jon Fosse sich auch mit Songtexten beschäftigt, Musik praktiziert („Spielmann“) und Lyrik veröffentlicht hat, könnten Alida und Asle die Urgroßeltern Jon Fosses sein, der mit der Trilogie das familiäre Hörensagen zu einem Ausschnitt der eigenen Vorgeschichte literarisch gestaltet. „Auch Sigvald, Asles und Alidas Sohn, wird später Spielmann werden und ebenso sein Sohn und dessen Sohn, Jon, der nicht zufällig denselben Namen wie der Autor trägt“, meint Alexander Schüller. Eine Absicht des Autors darf bei der Namensgleichheit gewiss unterstellt werden, allerdings läuft die Abstammung „Jons“ über „ein Lausegör“, eine Tochter Sigvalds. Alise wäre dann Fosses langlebige und von Visionen beeinflusste Großtante und wegen ihrer Nähe zu Alida die Kronzeugin der ganzen Überlieferung. Seine Erzählstimme folgt ihrem Grundton der Zeitenferne in der Darstellung und erzählt damit indirekt etwas über die versöhnliche Modulation einer prekären Erinnerung durch familiäre Nähe und zeitliche Distanz.
Alises Erzählungen für ihren Großneffen Jon über das Leben auf den unzugänglichen Schären und in den Fjorden nördlich Bergens im 19. Jahrhundert könnten außerdem weitere Besonderheiten des Textes erklären, wie z. B. die Isolation, Unbestimmtheit und wenig tiefen Charakterzeichnungen der beiden Hauptfiguren, der daraus folgende Mangel an Handlungssubstanz, die häufigen Wiederholungen, die Rückkehr der „magischen“ Utensilien des gold-blauen Armbands und der Fiedel in die Familie und überhaupt den Eindruck des Sphärischen und Transzendentalen, der Relevanz von Schicksal und Vorherbestimmung.

## Rezeption
Christina Brunnenkamp urteilt, das Buch sei „eine lohnenswerte Lektüre für ausdauernde Leser“. Denn man müsse „mehr als nur ein wenig die Zähne zusammenbeißen“, da die „ganz eigene Erzähltechnik, die sehr repetitiv und deshalb ermüdend ist“, es dem Leser nicht einfach mache. Dennoch berühre die Geschichte den Leser.
Für Oliver Pfohlmann ist die Trilogie eine „ebenso verstörende wie eindrucksvolle Erzählung von Liebe und Schuld“. Dem Autor gehe es um die „schöpferische Mystik der Welt“ und „mit seinem schmalen Motivarsenal um Liebe, Geburt und Tod und seinen archetypischen, von abgrundtiefer Traurigkeit beherrschten Figuren“ sei Fosse „der große Unzeitgemäße und Antimodernist der Gegenwartsliteratur.“ Mit Fosse erlebe der Existenzialismus deutscher Prägung (Karl Jaspers) mit seiner „Unausweichlichkeit von Schuld“ seine überfällige Rückkehr.
Für Alexander Schüller ist das Werk lesenswert: Die Geschichte sei berührend inszeniert und es sei „an der Zeit, Fosses Sprache (auch in der gelungenen deutschen Übersetzung) zu lauschen und sich von ihr zum Schweben bringen zu lassen.“